# NGC 4663
NGC 4663 is een lensvormig sterrenstelsel in het sterrenbeeld Maagd. Het hemelobject werd in 1882 ontdekt door de Duitse astronoom Ernst Wilhelm Leberecht Tempel.

## Synoniemen
- IC 811
- MCG -2-33-2
- PGC 42946